# عملة 100 روبية إندونيسية
عملة المئة روبية الإندونيسية (Rp100) هي فئة من الروبية الإندونيسية. قدموها لأول مرة في عام 1973 من النحاس والنيكل ونُقحت أربع مرات طوال تاريخها وغيرت المواد في عام 1991 (إلى الألومنيوم والبرونز) و1999 (إلى الألومنيوم). اعتبارًا من عام 2022 أصبحت ثاني أقل عملة روبية قانونية قيمة بعد عملة 50 روبية.

## السلسلة الأولى (1973)
طرحت عملة الـ 100 روبية لأول مرة في عام 1973 كعملة نحاسية نيكل تزن 9.72 غ (0.343 أونصة). وقطرها 28.5 مليمتر (1.12 بوصة) والسمك 1.77 مـم (0.070 بوصة). ووجه العملة المعدنية يحمل في وسطه الفئة النقدية (100) مع كتابة "بنك إندونيسيا" ونجمتين وسنة سك العملة (1973). وفي الوقت نفسه يصور الوجه الخلفي لها منزلًا تقليديًا من غرب سومطرة بالإضافة إلى الحروف "100 روبية" في الأعلى. كانت حافتها ملساء وتحمل الأحرف "بنك إندونيسيا". سكوا 252,868,000 قطعة نقدية تحمل هذا التاريخ. ألغي تداول هذه العملات في 25 يونيو 2002 وكان من الممكن استردادها في البنوك العامة حتى 24 يونيو 2007 وفي مكاتب بنك إندونيسيا حتى 24 يونيو 2012.

## السلسلة الثانية (1978)

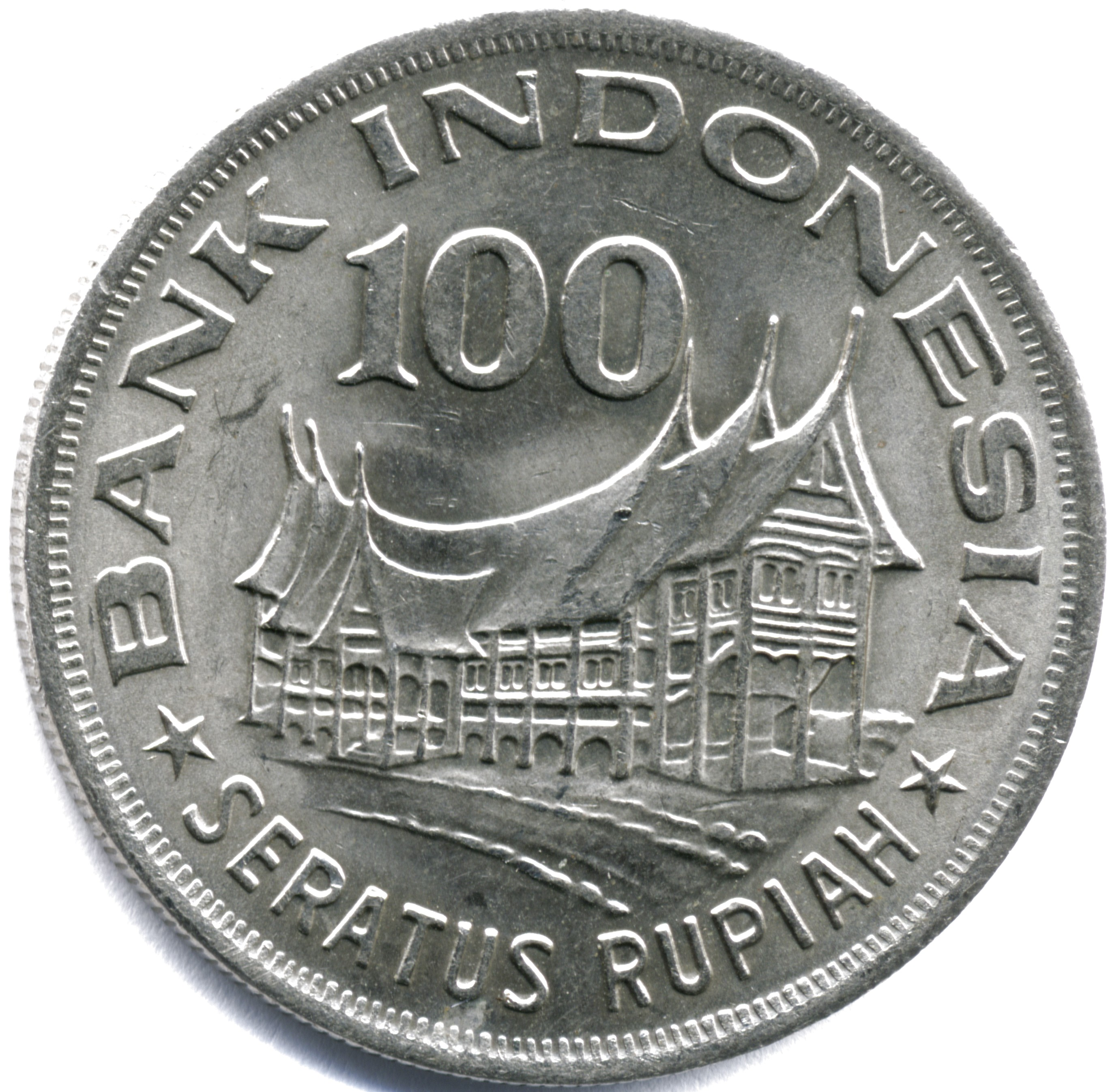
وجه العملة المعدنية لعام 1978

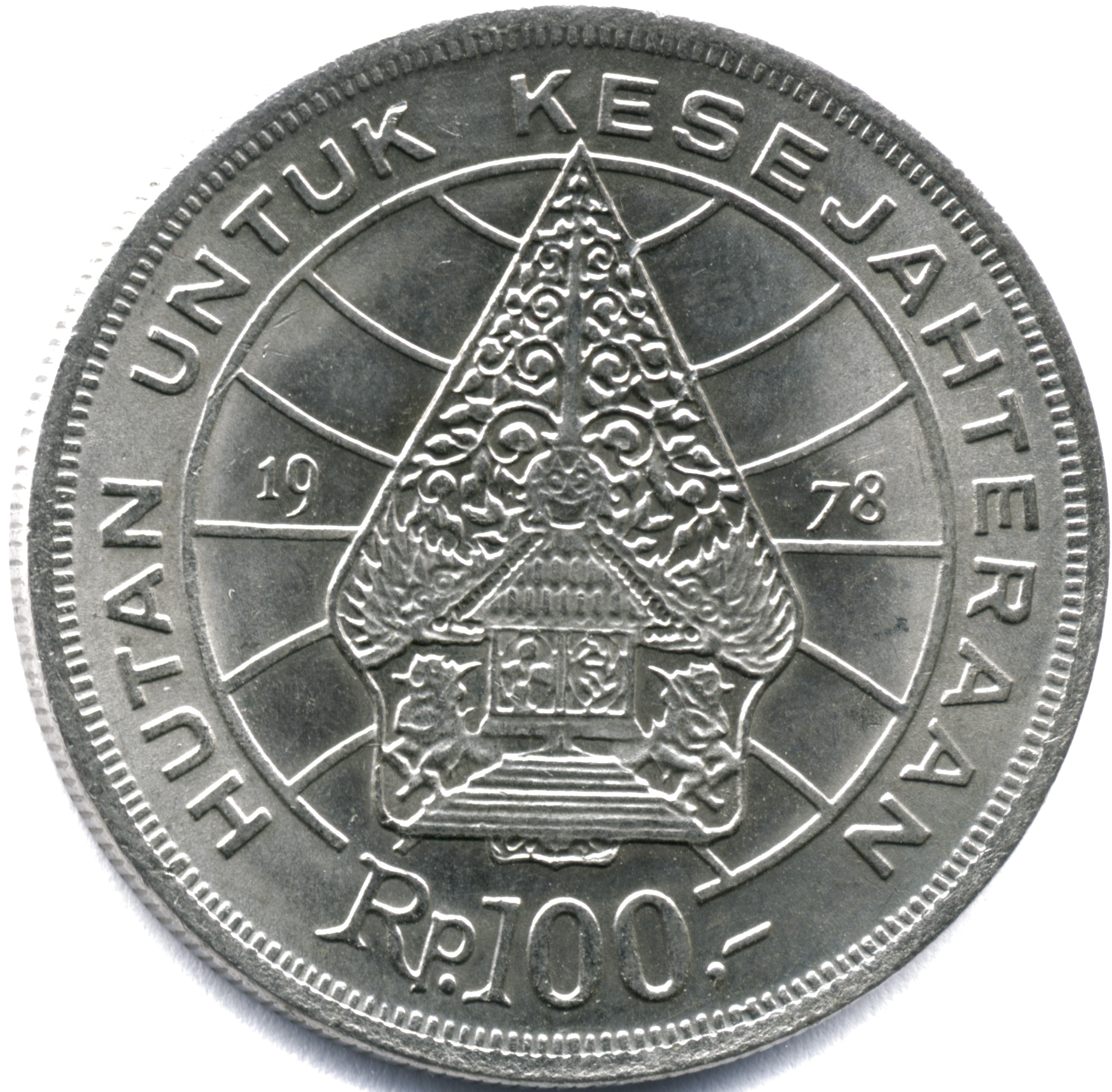
ظهر عملة عام 1978

في عام 1978 حدثت هذه العملة المعدنية وهي الآن بمثابة عملة تذكارية متداولة من قبل منظمة الأغذية والزراعة. نُقل منزل جادانج إلى وجه العملة بينما يظهر على ظهرها الآن تصوير جونونجان وهو عنصر في وايانج الجاوية فوق تصوير الكرة الأرضية. في الوقت نفسه حدثت الحروف حيث أصبح وجهها الآن يحمل الحروف "بنك إندونيسيا" و"سيراتوس روبية" مع الاحتفاظ بالنجمتين وأصبح وجهها الخلفي الآن يحمل الحروف "هوتان أنتك كيسجاهفرهان" (الغابات من أجل الرخاء) والفئة بالإضافة إلى سنة سك العملة (1978). كما صنعت هذه العملة المعدنية لتكون أخف وزنًا وأرق سمكاً حيث يبلغ وزنها الآن 7 غ (0.25 أونصة) (على عكس عملة عام 1973 التي بلغ وزنها 9.72 غ (0.343 أونصة)) والسمك 1.4 مـم (0.055 بوصة)(بدلاً من سلسلة 1973 مقاس 1.7 مـم (0.067 بوصة)). ومع ذلك ظل قطرها كما هو عند 28.5 مـم (1.12 بوصة). كما أزيلت عبارة "بنك إندونيسيا" المحفورة على حافتها وقطعت الحافة نفسها. سك 907,773,000 من هذه العملات المعدنية في المجموع. ثم سحبت هذه العملات المعدنية من التداول في 25 يونيو 2002 وهو نفس تاريخ سحب عملات عام 1973 وكانت قابلة للاسترداد في البنوك التجارية حتى 24 يونيو 2007 وفي مكاتب بنك إندونيسيا حتى 24 يونيو 2012.

## السلسلة الثالثة (1991-1998)
في عام 1991 حدثت هذه العملة للمرة الثانية. وحينها سكوها من البرونز والألومنيوم وكان قطرها 22 مـم (0.87 بوصة) والسمك 1.6 مـم (0.063 بوصة) ووزنها 4.13 غ (0.146 أونصة). كما كانت ذات حافة ناعمة خالية من الحروف على عكس تصميم عام ١٩٧٨ ذي الحافة المضلعة ونقش "بنك إندونيسيا" في تصميم عام ١٩٧٣. وحمل وجهها شعار غارودا بانكاسيلا الوطني وكتابة "بنك إندونيسيا" (التي أصبحت الآن أصغر حجمًا وموضوعة في الأسفل) وسنة سكها (١٩٩١-١٩٩٨) بينما حمل وجهها الخلفي رسمًا لسباق ثيران مادوري يُسمى "كارابان سابي" وفئة العملة (١٠٠ روبية) وكتابة "كارابان سابي". أُلغيت هذه العملات المعدنية في ٣٠ نوفمبر ٢٠٠٦ وكانت قابلة للاسترداد في البنوك التجارية حتى ٢٩ نوفمبر ٢٠١١ وفي مكاتب بنك إندونيسيا حتى ٢٩ نوفمبر ٢٠١٦.
أرقام سك هذه العملة هي كما يلي:
| السنة | الكمية      |
| ----- | ----------- |
| 1991  | 94,000,000  |
| 1992  | 120,000,000 |
| 1993  | 300,000,000 |
| 1994  | 550,000,000 |
| 1995  | 798,180,000 |
| 1996  | 41,000,000  |
| 1997  | 150,000,000 |
| 1998  | 59,000,000  |

## السلسلة الرابعة (1999-2005)

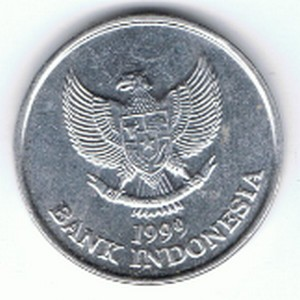
وجه العملة المعدنية لعام 1999

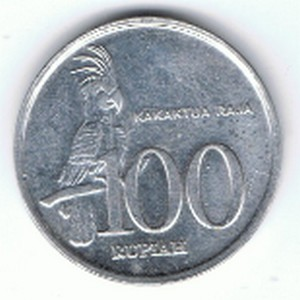
ظهر عملة عام 1999

حدثت العملة للمرة الثالثة في عام 1999 مع تحويل مادتها إلى الألومنيوم. وكان قطرها 23 مـم (0.91 بوصة) وسمكها 2 مـم (0.079 بوصة) ووزنها 1.79 غ (0.063 أونصة) والحافة ملساء. في حين أن وجهها الأمامي ظل دون تغيير كما كان في سلسلة عام 1991 فإن ظهرها الآن يتضمن تصويرًا لببغاء النخيل (بروبوسيجر أتيريموس) بالإضافة إلى الحروف "كاكاكتوا راجا" (ببغاء النخيل) في أعلى يمينها والفئة (100 روبية) في أسفل يمينها.

## السلسلة الخامسة (2016)
وكجزء من إصدار سلسلة الأبطال الوطنيين الجديدة آنذاك من العملات المعدنية والأوراق النقدية الروبية في 19 ديسمبر 2016 حدثت العملة للمرة الرابعة. ولم يعد وجهها الأمامي يحمل الشعار الوطني فقط (الذي نقلوه الآن إلى أعلى اليسار) بل يحمل أيضًا صورة للأستاذ الدكتور إير. هرمان يوهانس على يمينها بالإضافة إلى الحروف "جمهورية إندونيسيا" أعلى كلتا الصورتين و"الأستاذ الدكتور السيد هيرمان يوهانس" أسفلها. وفي الوقت نفسه أصبح ظهرها الآن يحمل تصويرًا بسيطًا للفئة وكتابة "بنك إندونيسيا" وسنة سك العملة (2016).